# 𱁬

异体字1（可读作daito或otodo）

异体字2（读作taito）

𱁬（日语发音可作（taito）、（daito）或（otodo）等）是一个日本和制汉字，以其84划的总笔画数使之成为目前图形上最复杂的CJK文字。这个罕见而复杂的汉字将36画的汉字“䨺”（三重“云”，意为多云）以图形叠加的方式置于48画的“龘”（三重“龙”，意即龙腾飞的样子）之上。除该字之外第二复杂的CJK汉字是58画的汉字“𰻞”（讀作“biáng”），后者用于指代一种流行于陕西关中地区的油潑扯麵。

## 字源
组成字的上下汉字结构均为会意字，其上半部分由多個12划的汉字“雲”組成，視異體字不同可三重叠加為36画的“䨺”（中文發音作“duì”，意為多雲）或四重叠加為48画的“𩇔”（中文發音作“nóng”，意為大範圍多雲）；而下半部分則由16划的汉字“龍”重叠組成，既可雙重叠加為32畫的“龖”或三重叠加為48畫的“龘”（均讀作“dà”，意為龙飞翔的模樣，兩字為異體字關係），也可四重叠加為64畫的“𪚥”（中文發音作“zhé”，為“讋”的異體字，意為喋喋不休或多嘴）。
該字最常見的有两种異體字（见右圖），二者主要的区别在于第一个“龙”字的位置。 在異體字1（读作“daito”或“otodo”）中，第一個龙字写在第二个和第三个云字之间，从第25划起开始寫；在異體字2（读作“taito”）中，第一個龙字写在第三个云字之下，从第37划起开始寫。

## 用途
一些專業的日语词典當中可能會收錄該字符。Ono 和 Fujita (1977) 的读音困难的日本人名词典中收錄了发音为daito或otodo的異體字1。而Ōsuga (1964) 的姓氏词典以及 Sugaware 和 Hida (1990) 的國字词典中則包含了发音为taito的变体字2。

这个由84畫漢字書寫的死語于2000年在現實中被真正采納為名字，当时千叶县北松户站附近的一家拉面店使用发音为Otodo的变体字1命名（Sasahara 2001）。

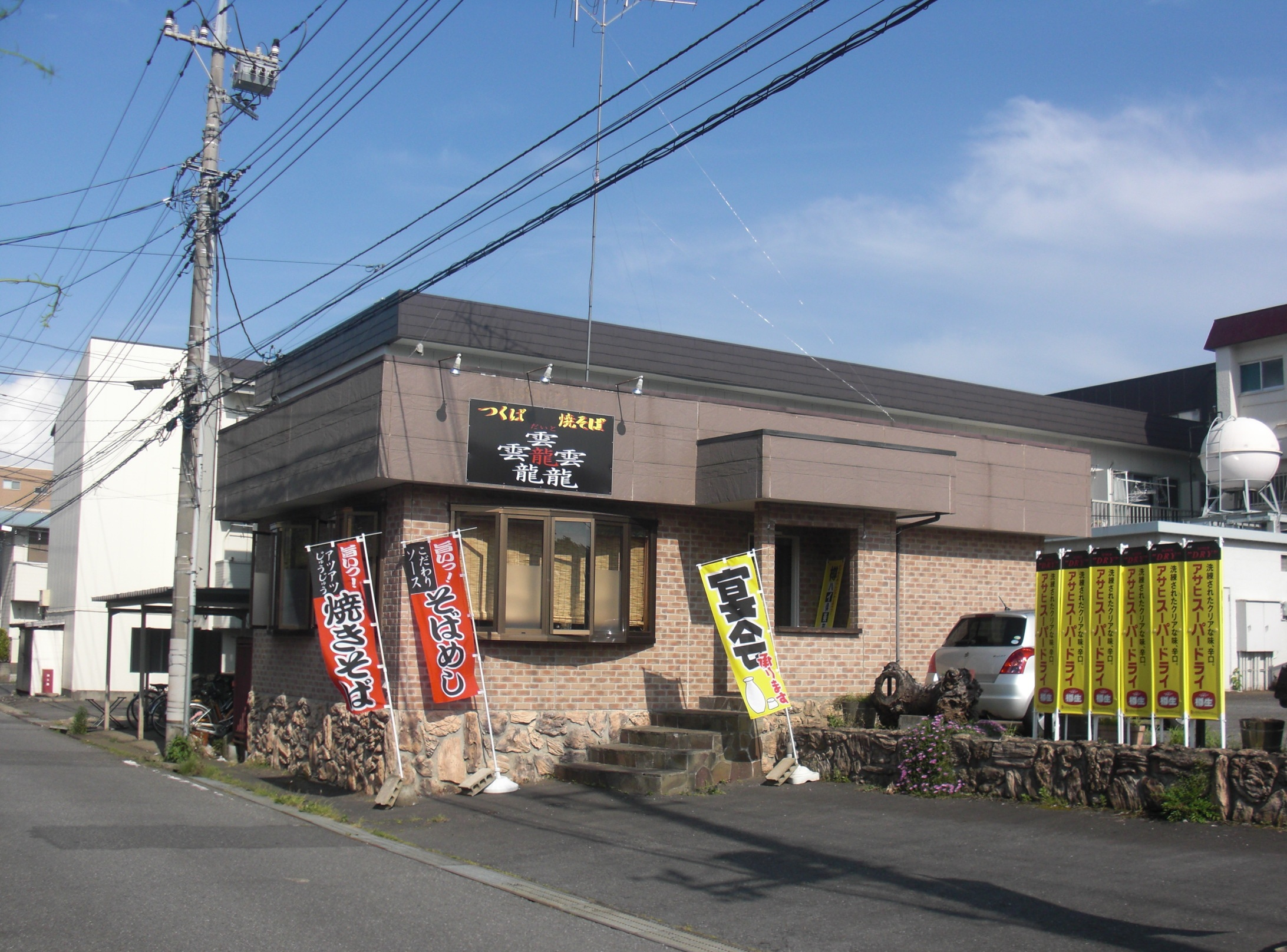
筑波市的一家店名使用的店

## 中文词典
即使收字较全的汉字字典也未见收入两异体字的任一变种。諸橋轍次所编撰的《大漢和辭典》（收字49964条）和1989年版《汉语大字典》（收字54678条）所收最复杂字为52画的䨻（日语读“hō”或“bō”，汉语读“bèng”，四个“雷”并列），64画的𪚥（日语读“tetsu”或“techi”，汉语读“zhé”，四个“龍”并列），以及64画的𠔻（日语读“sei”，汉语读“zhèng”，四个“興”并列）——最后一字首出《改併四聲篇海．興部》引《类篇》，与“政”同音，但未给出释义。

## 编码
在Unicode之前，某些实现完全的和制汉字编码系统包含了异体字2。已过时的今昔文字镜检字系统所含字体（收字142228个，包含许多罕用/废弃字）列该字为编号MJ066147。已过时的TRON项目也收入了该字，编号为 3-7D6B。由东京外国语大学所开发的GT書体字体也收入了该字。
2015年十二月，该字作为档案 IRGN2107 的1640个收字之一提交至了Unicode项目的表意文字小组（字源引用编号 UTC-02960）。该字后被补录入“表意文字小组工作列表 2015”，作为未来中日韩统一表意文字扩展的收字候选。
该字在2020年三月被收入Unicode 13.0，位于第三辅助平面上的中日韩统一表意文字扩展G区， 编码为U+3106C（𱁬）。

## 书目
- Carr, Michael (1986), "Semantic Crystals in Chinese Characters （页面存档备份，存于）", Review of Liberal Arts (人文研究), 71:79-97.
- Halpern, Jack (1981), "The Sound of One Land" (part 9), "A Method in the Madness" PHP, December 1981: 73–80.
- Hanyu da zidian weiyuanhui 漢語大字典委員會, eds. (1989), Hanyu Da Zidian 漢語大字典 [Comprehensive Chinese Character Dictionary], 8 vols., Hubei cishu chubanshe and Sichuan cishu chubanshe. （中文）
- Morohashi Tetsuji (1960), Dai Kan-Wa jiten 大漢和辞典 [Comprehensive Chinese-Japanese Character Dictionary], 13 vols.,Taishukan. （日語）
- Needham, Joseph (1954), Science and Civilisation in China, Introductory Orientations, vol. 1, Cambridge University Press.
- Ōno, Shirō 大野史朗 and Fujita, Yutaka 藤田豊 (1977), Nandoku seishi jiten 難読姓氏辞典 [Dictionary of Names with Difficult Readings], Tōkyōdō Shuppan. （日語）
- Ōsuga, Tsuruhiko 大須賀鶴彦 (1964), Jitsuyō seishi jiten 実用姓氏辞典 Practical Dictionary of Surnames, Mēringu. （日語）
- Sasahara Hiroyuki 笹原宏之 (2011), 漢字の現在 第82回 幽霊文字からキョンシー文字へ？ （页面存档备份，存于） [From ghost character to vampire character?], 三省堂辞書サイト Sanseido Word-Wise Web, 8 February 2011. （日語）
- Sugawara, Yoshizō 菅原義三 and Hida, Yoshifumi 飛田良文 (1990), Kokuji no jiten 国字の字典 [Dictionary of Kokuji], Tōkyōdō. （日語）